# ماء الأوزون
ماء الأوزون
ماء الاوزون أو الماء المكثفة بالأوزون هي ماء التي ادخل اليها اوزون وكنتيجة ادخال الأوزون، يصبح تركيز الاوزون المذاب فيها اعلى من تركيزه الاصلي.

## عمليات إنتاج ممكنة
1. عملية التحليل الكهربائي تنتج مرحلة سائلة من الأوزون من ماء الصنبور، ينتج من تحليل جزيئات الماء على سطح الأقطاب الكهربائية أشكال أكسجين حر غير مستقرة ترتبط ببعضها البعض لتشكل الأوزون المذاب. هذا المنتج آمن تمامًا للاستخدام. تتركز عملية التشكيل هذه حول الأنودة، ويتم إجراؤها على النحو التالي. {\displaystyle {\ce {2H2O -> O2 + 4H + 4e}}} {\displaystyle {\ce {3H2O -> O3 + 6H + 6e}}}
2. عملية توليد الأوزون الغازي في كل من العمليات المعروفة، وتحويله إلى فقاعات بالمياه المتدفقة في حجم مطلوب وقابل للتحكم به. تتميز هذه العملية بتركيزات أعلى من الأوزون، ولكن لها العديد من اعتبارات السلامة المستمدة من إنتاج غاز الأوزون ونواتج التحلل للمواد العضوية غير المستقرة (VOC).
3. تفاعل تحليل كورونا، وهو تحليل كهربائي قوي يؤدي إلى تفتيت جزيئات الأكسجين من الهواء المحبوس بالقرب منه لجزيئات اوكسجين غير مستقرة (جزيئات الاوزون) التي تحمل طاقة كبيره وذلك يؤدي إلى ارتباط الأكسجين غير المستقر بالمياه لتكثيفه بالأوزون. نفس عملية البرق الطبيعية، وهي العملية التي يتم فيها تكوين كمية كبيرة من الأوزون وتتميز برائحة قوية جدًا.

### المزايا التي تتمتع بها عملية التحليل الكهربائي لإنتاج ماء الأوزون
- توفير في استخدام الطاقة وتتطلب جهدًا كهربائيًا منخفضًا
- آمن للاستخدام دون توليد غاز الأوزون إطلاقا
- متوفر بتقنيات صغيرة الحجم وسهلة الاستخدام

## استخدامات لماء الأوزون
تستخدم مياه الأوزون للتطهير والتنظيف على مستوى عالٍ جدًا. مياه الأوزون صديقة للبيئة وعضوية بالكامل. الأوزون مادة طبيعية وظيفتها حمايتنا من الإشعاع الشمسي الضار. الأوزون هو مؤكسد طبيعي قوي للغاية يتخطى التقنيات المقاومة التابعة لمسببات الأمراض المختلفة وبالتالي يدمرها. جزيئات الأوزون غير مستقرة في الماء، مع عمر نصفي يبلغ حوالي 15 دقيقة، وعندما تتحلل يتم تحويلها مرة أخرى إلى أشكال أكسجين نشطة وماء بدون بقايا مواد إضافية.
عملية التطهير بواسطة ماء الأوزون
اثبت أن استخدام مياه الأوزون فعال في تدمير الملوثات، وازالة العفن والروائح الكريهة، وآمن للاستخدام ولا يترك بقايا. مياه الأوزون بتركيز منخفض من 1-2 جزء في المليون (PPM) وجدت أيضًا لتكون فعالة في تطهير فيروس كورونا الذي يسبب مرض كوبيد 19

## العمليات الرئيسية في عمل ماء الأوزون كمادة للتطهير
```
يعمل ماء الأوزون على الجراثيم مسببة الامراض بعدة طرق متوازية، أهمها: 
```

- هجوم على غشاء الخلية المسببة للأمراض وتفكيك الدهون في الغشاء عن طريق عملية الأكسدة، في عملية تسمى بيروكسيد الدهون، تفكيك الدهون في الغشاء يتم في جميع مواقع الربط وليس فقط في مواقع محددة وذلك لأن الأوزون غير مستقر ولديه طاقة جيبس أقل بكثير من المحاطين به.
- أكسدة المحتوى داخل الخلية، مثل الإنزيمات المختلفة، الاعضاء والأحماض النووية. تسبب هذه الأكسدة تغيرًا في التركيب المبنى للمحتوى داخل الخلية، وتضعف نشاطه بشكل لا رجعة فيه.
- تحلل الأوزون في الماء إلى أنواع أكسجين نشطة، مثل الهيدروكسيل الراديكالي. هذه الراديكاليات غير المستقرة بطبيعتها مؤكسدة للغاية وستتفاعل بسرعة مع أي جزيء حساس للأكسدة. تتم عملية توليد راديكاليات الهيدروكسيل من الأوزون المذاب على النحو التالي:

{\displaystyle {\ce {O3 + H2O -> HO3 + OH -> 2HO2}}}
{\displaystyle {\ce {O3 + HO2 -> 2O2 + OH}}}

## القبول العالمي وتأشيرات نظامية
```
تم تعريف مياه الأوزون على أنها GRAS (معترف بها عمومًا على أنها آمنة) من قبل إدارة الغذاء والدواء الأمريكية منذ عام 2001، وتمت الموافقة على استخدامها في صناعة الأغذية والأغذية أيضًا. على هذا النحو تمت الموافقة عليها من قبل وكالة حماية البيئة ووزارة الزراعة الأمريكية و NSF والعديد من المؤسسات التنظيمية الصارمة الأخرى. في وقت مبكر من عام 1999، قامت وكالة حماية البيئة بالتحقيق ووجدت أن الأوزون مطهر أكثر أمانًا لاستخدامه من الكلور أو المواد الكيميائية المطهرة الأخرى.	
```

## الاستخدامات الصناعية
ماء الاوزون شائع كمطهر آمن وفعال في صناعة المشروبات الغازية للتعبئة المسبقة للزجاجات، في صناعة مياه الشرب، في صناعة الأغذية ويستخدم للتطهير والتنظيف في مختلف المؤسسات حيث تم استبدال المواد المبيضة مياه الأوزون شائعة أيضًا في صناعة المأكولات البحرية والأسماك، في الحفاظ على الصلاحية وإطالة أمدها. مياه الأوزون شائعة أيضًا في المنازل والمؤسسات الخاصة، لغرض الصرف الصحي وغسل المنتجات الزراعية.
استخدامات إضافية يشيع استخدام ماء الأوزون كحل صحي في بعض الدوائر: للشرب وللعناية بالبشرة وحتى للحقن.